# بين ريفيرا
بين ريفيرا هو لاعب كرة قاعدة دومينيكاني، ولد في 11 يناير 1968 في سان بيدرو دي ماكوريس في جمهورية الدومينيكان.

## وصلات خارجية
- بين ريفيرا على موقع دوري كرة القاعدة الرئيسي (الإنجليزية)
- بين ريفيرا على موقع الدوري الياباني لكرة القاعدة (الإنجليزية)
- بين ريفيرا على موقعبيزبول رفرنس.كوم (الدوري الرئيسي) (الإنجليزية)
- بين ريفيرا على موقعبيزبول رفرنس.كوم (الدوري الثانوي) (الإنجليزية)
- بين ريفيرا على موقع إي إس بي إن.كوم (أم.أل.بي) (الإنجليزية)
- بين ريفيرا على موقع مشجعي الرسوم البيانية (الإنجليزية)